# Sierra Papagayos (Nuevo León)
La Sierra Papagayos es una montaña en los municipios de Doctor González y Los Ramones, estado de Nuevo León, México. La cima está a 740 metros sobre el nivel del mar, la cresta tiene aproximadamente 31 kilómetros de largo con orientación noroeste - sureste. La Sierra Papagayos está representada en el escudo municipal de Los Ramones.
La Sierra Papagayos se encuentra en los límites de la provincia fisiográfica Sierra Madre Oriental con las provincias de las Grandes Llanuras de Norteamérica y la Llanura Costera del Golfo Norte, subprovincia “Sierras y Llanuras Coahuilenses” límites con “Llanuras de Coahuila y Nuevo León” y “Llanuras y Lomeríos”.
En algunas fuentes antiguas como los diarios de Louis Berlandier y los mapas porfirianos se le encuentra con el nombre “Cerro El Capadero”.
En la sierra se han encontrado varias pinturas rupestres.

En la cresta se encuentra una antena de radio FM.

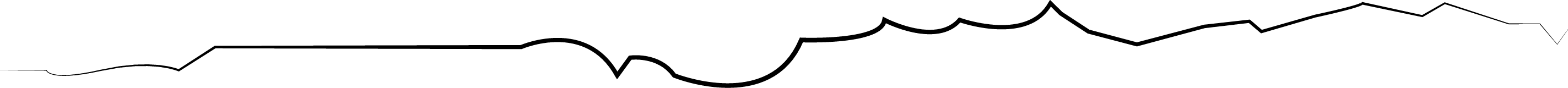
Silueta que identifica la sierra de papagayos.
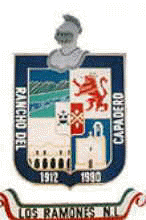
Sierra de Papagayos en el escudo de Los Ramones.